# Randonnai
Randonnai is een plaats en voormalige gemeente in het Franse departement Orne in de regio Normandië en telt 800 inwoners (2004). De plaats maakt deel uit van het arrondissement Mortagne-au-Perche.

## Geschiedenis
Randonnai is op 1 januari 2016 gefuseerd met de gemeenten Autheuil, Bivilliers, Bresolettes, Bubertré, Champs, Lignerolles, La Poterie-au-Perche, Prépotin en Tourouvre tot de gemeente Tourouvre au Perche. 

## Geografie
De oppervlakte van Randonnai bedraagt 11,3 km², de bevolkingsdichtheid is 70,8 inwoners per km².
De onderstaande kaart toont de ligging van Randonnai met de belangrijkste infrastructuur en aangrenzende gemeenten.

## Demografie
Onderstaande figuur toont het verloop van het inwonertal (bron: INSEE-tellingen).
Autheuil · Bivilliers · Bresolettes · Bubertré · Champs · Lignerolles · La Poterie-au-Perche · Prépotin · Randonnai · Tourouvre